# Darguina (distrito)
Darguina é um distrito localizado na província de Bugia, Argélia, e cuja capital é a cidade de mesmo nome, Darguina. Em 2008, a população total do distrito era de 42 582 habitantes.[carece de fontes?]

## Municípios
O distrito está dividido em três comunas:
- Darguina
- Aït-Smail
- Taskriout